# Delias baracasa
Delias baracasa is een vlindersoort uit de familie van de Pieridae (witjes), onderfamilie Pierinae.
Delias baracasa werd in 1890 beschreven door Semper, G.